# Bolefuego
La Bola de fuego o Candileja, común a los folclores venezolanos y algunas zonas de Colombia, es una aparición luminosa como la de un farol que aparece en las noches oscuras de la región de los Llanos. Gira y zumba con violencia, apagándose y encendiéndose.

## Su Historia
Gran leyenda de Bola de fuego o candileja,
Se dice que es el espíritu de una mujer que quemaron viva en su propia casa junto con sus dos hijos. Ataca a los viajeros, los cuales no deben rezar ante su presencia, al contrario deben maldecirla; porque a diferencia de otros seres malditos, La BoleFuego siente atracción por los rezos. Se puede evitar su persecución llevando el cabo de soga de arrastra o acostándose boca abajo hasta que se aleje.
Otra versión dice que la mujer se llamaba Candelaria quien tenía a un esposo llamado Don Esteban quien era parrandero, toma trago y jembrero; músico y extraordinario coplero. De esta unión nacieron dos hijos hombres, el primero llevó el nombre de Sigifredo y el segundo heredó el de su padre, Esteban. Un buen día, don Esteban se alistó para ir a un San Pascual Bailón, nombre que se le da en el llano a las fiestas sabaneras, pero por razones que solo él sabía, no quiso llevar a su esposa Candelaria, situación que despertó violento disgusto en la linda mujer criolla y, tanta sería su ira, que tomó la fatal decisión de que si Esteban no la llevaba, pues él tampoco iría ni a éste ni a ningún otro San Pascual Bailón. Sin pensarlo dos veces, Candelaria tomó un hacha de rajar leña y en presencia de sus dos hijos mató a su esposo, obligando a sus dos retoños a ayudarla para enterrarlo en la sabana.
Con el pasar del tiempo, la viuda Candelaria murió y al subir a rendirle cuentas al señor Supremo la rechazó arrojándola como un meteorito al suelo de las llanuras. Este la castigó condenándola a errar por las sabanas convertida en bola de fuego, que pierde a los caminantes. Otra versión dice que es el espíritu de una mujer que decapitara a su único hijo que iba a ser obispo, por lo cual fue condenada a errar por los caminos, convertida en bola de fuego, que pierde a los caminantes.
Aparece con frecuencia en los meses de verano, por lo que se dice, en boca de los menos creyentes, que la bolefuego es producto de la ilusión óptica, producida tal vez por el reflejo del sol en las secas sabanas durante el ardiente verano.

## Otros tipos de leyendas
- Anchimallén
- Hitodama
- Luz mala
- Soucouyant
- Cumacanga